# (6914) Becquerel
(6914) Becquerel  es un asteroide perteneciente al cinturón de asteroides, descubierto el 3 de abril de 1992 por Carolyn Shoemaker desde el Observatorio de Palomar, en Estados Unidos.

## Designación y nombre
Becquerel se designó inicialmente como 1992 GZ.
Más adelante fue nombrado en honor al físico francés Henri Becquerel (1852-1908).

## Características orbitales
Becquerel orbita a una distancia media del Sol de 2,5757 ua, pudiendo acercarse hasta 1,9511 ua y alejarse hasta 3,2003 ua. Tiene una excentricidad de 0,2425 y una inclinación orbital de 2,2173° grados. Emplea en completar una órbita alrededor del Sol 1509 días.

## Características físicas
Su magnitud absoluta es 12,9.